# Vnukovo Airlines-vlucht 2801

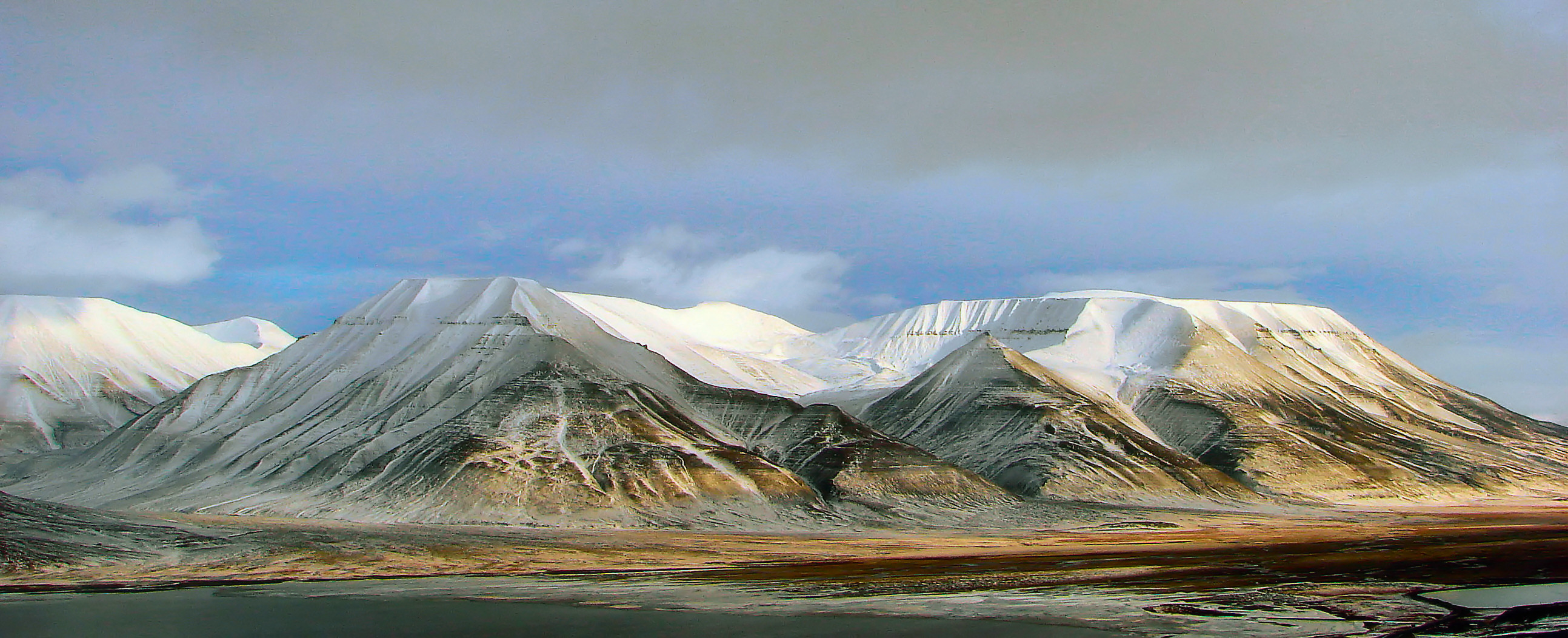
Uitzicht op Operafjellet

Vnukovo Airlines-vlucht 2801 was een internationale chartervlucht die op 29 augustus 1996 om 10:22:23 uur MET, neerstortte in Operafjellet, Spitsbergen, Noorwegen. Alle inzittenden van de Tupolev Tu-154M kwamen om het leven. Het was het vliegtuigongeluk met het grootste aantal dodelijke slachtoffers ooit in Noorwegen. Het ongeluk staat ook wel bekend als het Operafjell-ongeluk (Noors: Operafjell-ulykken).
Het ongeval was het resultaat van een aantal navigatiefouten, waardoor het vliegtuig 3,7 kilometer (2,3 mijl) naast de (verlengde) hartlijn van de landingsbaan terechtkwam. Het ongeval werd onderzocht door het Accident Investigation Board Norway in samenwerking met het Interstate Aviation Committee.
Het vliegtuig met registratienummer RA-85621 was gecharterd door Arktikugol, een Russisch staatsmijnbedrijf. Het moest Russische en Oekraïense werknemers van de Internationale Luchthaven Vnoekovo in Moskou, Rusland naar Svalbard Airport in Longyearbyen, Noorwegen brengen. Alle passagiers kwamen uit de plaatsen Barentszburg en Pyramiden.
De slachtoffers van het ongeval waren 11 bemanningsleden en 130 passagiers, waarvan 3 kinderen. Het ongeval droeg mede bij aan de beslissing van Arktikugol om de nederzetting Pyramiden te sluiten. Dat gebeurde twee jaar later.